# Westschnellweg
Der Westschnellweg ist eine vierstreifige Schnellstraße in Hannover und dort Teil der Bundesstraße 6.

## Geschichte
Der Westschnellweg entstand ab 1950. Zusammen mit dem Südschnellweg, dem Messeschnellweg und anderen Schnellstraßen gehört er zum vom damaligen Stadtplaner Rudolf Hillebrecht entwickelten Konzept, den Fernverkehr um das Stadtzentrum herumzuführen. Durch diese im Zusammenhang mit der Stadtplanung des Wiederaufbaus nach dem Zweiten Weltkrieg stehende Verkehrsplanung erlangte Hannover in den 1950er Jahren überregionale Bekanntheit. In den 1970er Jahren war der Ausbau der B 6 zur A 35 geplant.

## Verlauf
Der Westschnellweg ist Teil der Bundesstraße 6. Diese kommt aus Nordwesten von Neustadt am Rübenberge. Auf der Straße Am Leineufer überquert sie an der Anschlussstelle Hannover-Herrenhausen die A 2 und verläuft durch die Leinemasch an der Bebauungsgrenze Hannovers entlang. An der Kreuzung mit der Stöckener Straße im Stadtteil Stöcken beginnt der Westschnellweg und führt in der Leinemasch nach Südosten. In diesem Teilstück führt die Anschlussstelle Herrenhausen zu den Herrenhäuser Gärten, der Universität Hannover und dem Nordstadtkrankenhaus.
Ab der Schwanenburgkreuzung fährt der zur Innenstadt führende Verkehr über den vierstreifigen Zubringer Bremer Damm (Landesstraße 190) ab. Dieser mündet in den Königsworther Platz.
Der Westschnellweg überquert die Leine an der Schwanenburgbrücke kurz nach der Schwanenburgkreuzung und markiert die Grenze zwischen den Stadtteilen Limmer und Linden-Nord. Es folgen die Anschlussstellen Linden-Nord (Limmerstraße, B 441) und Linden-Mitte (Fössestraße). Der Westschnellweg endet am Deisterplatz im Stadtteil Linden-Süd.

## Einbindung in das hannoversche Schnellstraßennetz
Ab dem Deisterplatz führt die B 6 auf der Göttinger Straße und der Friedrich-Ebert-Straße zum Ricklinger Kreisel im Stadtteil Ricklingen. Dazwischen befindet sich die Kaisergabel, über die der Verkehr aus der Innenstadt in die stadtauswärts führende Schnellstraße einmündet. Am Ricklinger Kreisel zweigt die B 65 Richtung Westen ab. Vom Ricklinger Kreisel führt die Frankfurter Allee zum Landwehrkreisel mit den Abzweigungen B 3 Richtung Süden und dem Südschnellweg Richtung Osten.

## Fotos

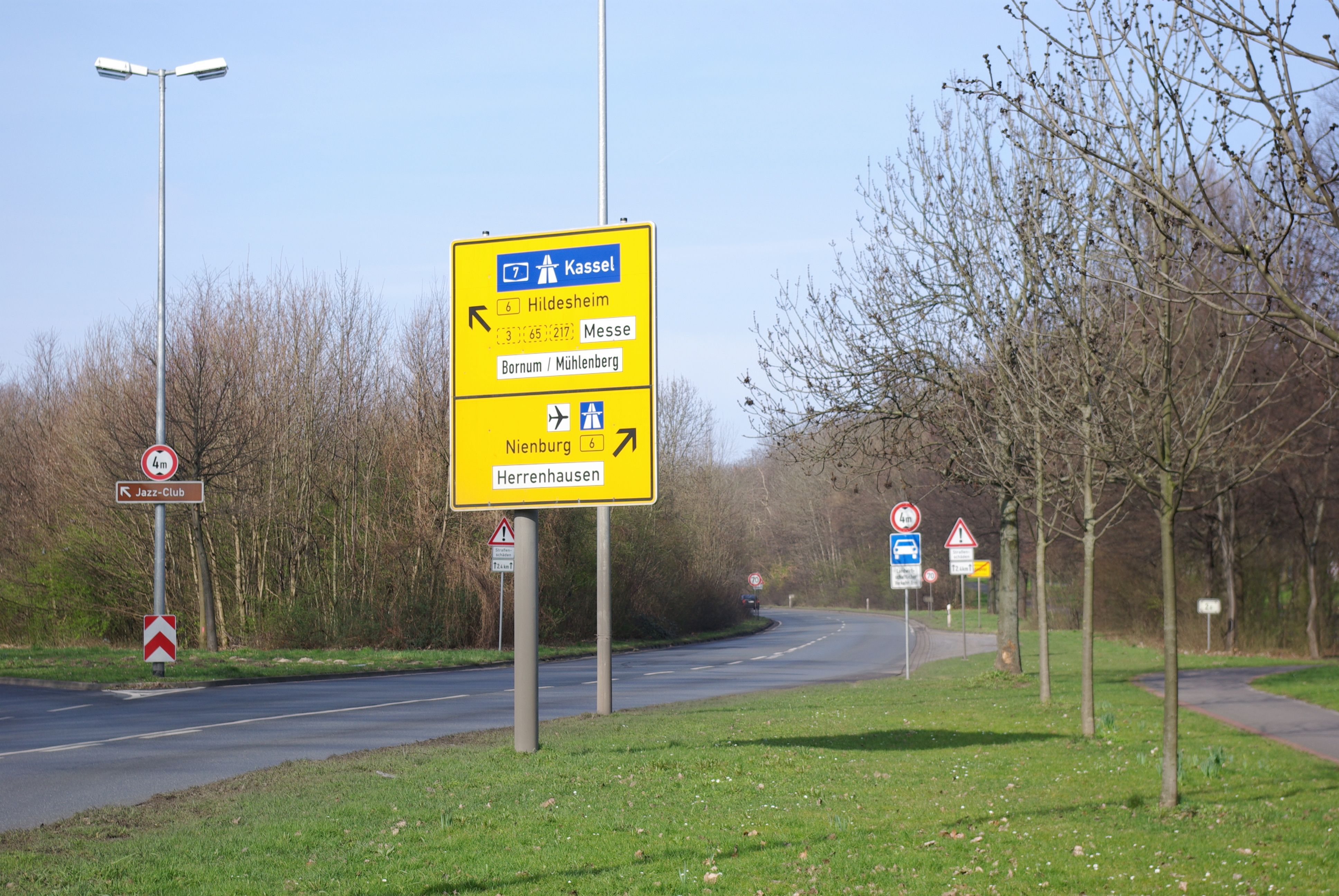
Blick vom Deisterplatz auf den Westschnellweg
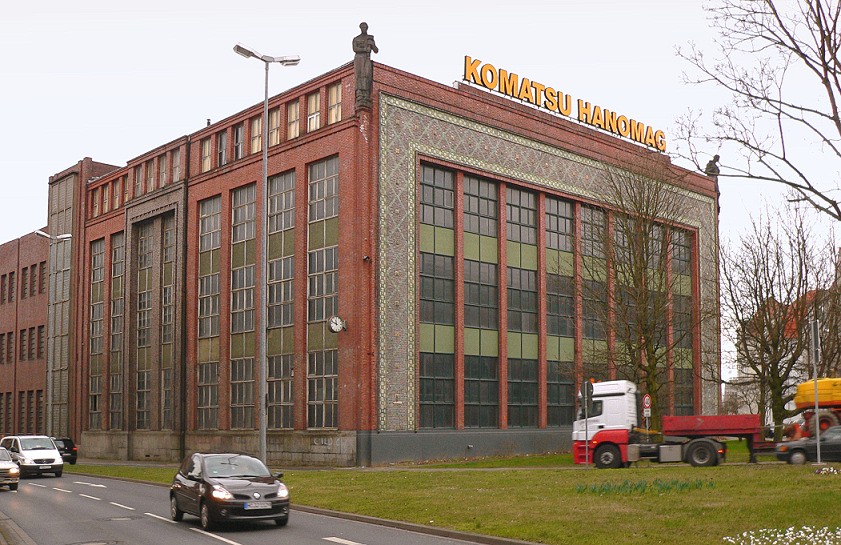
Früheres Hanomag-Werksgebäude am Deisterplatz
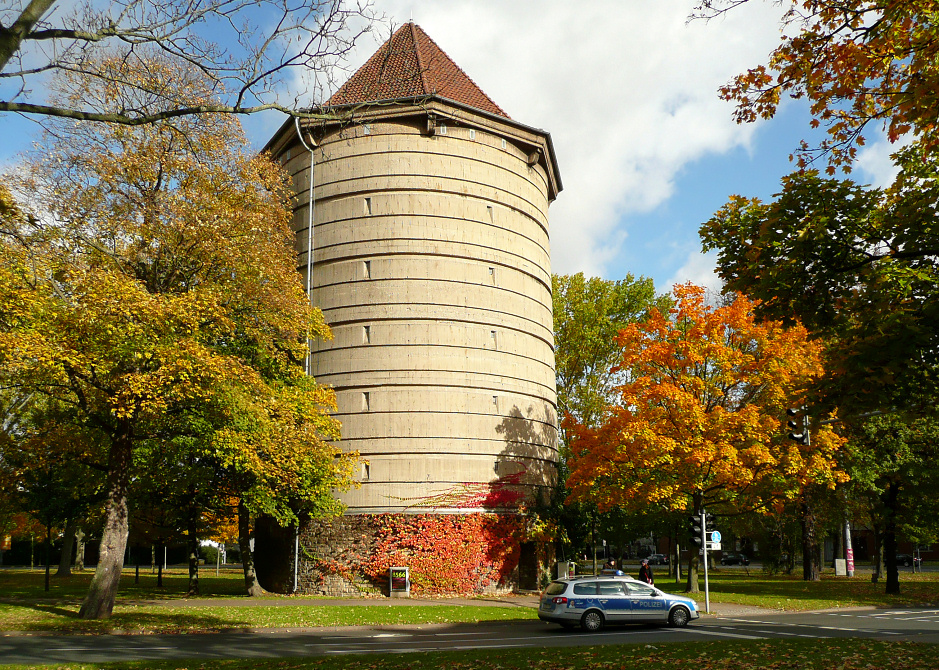
Luftschutzbunker aus dem Zweiten Weltkrieg auf dem Deisterplatz